# Wiktor Iwanowitsch Pazajew
Wiktor Iwanowitsch Pazajew (russisch Виктор Иванович Пацаев, wiss. Transliteration Viktor Ivanovič Pacaev; * 19. Juni 1933 in Aktjubinsk, Kasachische Autonome Sowjetrepublik, Sowjetunion; † 30. Juni 1971 im Weltraum, festgestellt bei Karaganda, Kasachische SSR) war ein sowjetischer Kosmonaut, der an der Sojus-11-Mission teilnahm und durch einen plötzlichen Druckabfall in der Kabine umkam.
Pazajew wurde mit acht Jahren Halbwaise, als sein Vater bei der Verteidigung von Moskau umkam. Er besuchte das Industrieinstitut in Pensa und wurde nach seinem Abschluss 1955 dem zentralen flugwissenschaftlichen Observatorium (ЦАО) in Moskau zugewiesen, wo er an der Entwicklung von meteorologisch eingesetzten Raketen mitarbeitete. 1958 wechselte er an das Experimental-Konstruktionsbüro OKB-1, das sich mit der Entwicklung von Prototypen für die Weltraumtechnik befasste.

## Raumfahrertätigkeit
Seit 1968 nahm Pazajew als nichtmilitärischer Spezialist am Vorbereitungsprogramm für Kosmonauten teil. In der Folge bildete er gemeinsam mit dem Kommandanten Georgi Dobrowolski und seinem Kollegen Wladislaw Wolkow vom ZKBEM eine Mannschaft. Im April 1971 gehörte er zum Unterstützungsteam der Mission von Sojus 10. Der Kopplungsversuch von Sojus 10 schlug jedoch fehl, und das Raumschiff musste schon nach zwei Tagen wieder zur Erde zurückkehren.
Wenige Tage vor dem Start von Sojus 11 wurde bei einer medizinischen Untersuchung ein Schatten auf der Lunge von Bordingenieur Kubassow festgestellt, er wurde für fluguntauglich erklärt. Gemäß den Vorschriften war so kurz vor dem Start die komplette Mannschaft auszutauschen, so dass Sojus 11 am 6. Juni 1971 mit Dobrowolski, Pazajew und Wolkow an Bord startete.
Die automatische Kopplung lief dieses Mal problemlos ab, womit die drei Kosmonauten zum ersten Mal in der Geschichte der Raumfahrt eine Raumstation in Betrieb nehmen konnten. Wiktor Pazajew betrat dabei als erstes Besatzungsmitglied die Raumstation. Gegen Ende des Aufenthaltes wurde die Station in den automatischen Betrieb gesetzt, weil die Ankunft der nächsten Mannschaft (Sojus 12 unter dem Kommando von Leonow) erst in drei Wochen geplant war. Mit über 23 Tagen im All stellte die Besatzung einen neuen Langzeitrekord auf, der zuvor mit 17 Tagen von Sojus 9 gehalten wurde.
Die Bremszündung erfolgte wie vorgesehen, und zwölf Minuten später trennten sich Geräteteil und Orbitalmodul planmäßig von der Rückkehrkapsel. Durch die Erschütterung wurde ein Siegel verletzt und ein Druckausgleichsventil öffnete sich vorzeitig. Die Luft aus der Rückkehrkapsel entwich, die Dekompression tötete Dobrowolski, Wolkow und Pazajew. Raumanzüge und Sauerstoffmasken befanden sich nicht an Bord der Sojus-Raumschiffe, so dass die Kosmonauten keine Überlebenschance hatten. Die Landung erfolgte am Morgen des 30. Juni 1971 (nach UTC noch der 29. Juni) automatisch. Die Bergungsmannschaft fand die Mannschaft leblos in den Sitzen.
Die Körper der drei Kosmonauten wurden nach Moskau gebracht, dort untersucht und am Abend des 1. Juli eingeäschert. Die Urnen wurden am 3. Juli mit einem Staatsbegräbnis in der Nekropole an der Kremlmauer beigesetzt.
Pazajew wurde postum der Titel Held der Sowjetunion verliehen. Später benannte man einen Mondkrater, ein Forschungsschiff (Kosmonawt Wiktor Pazajew) der sogenannten Kosmischen Flotte und den Asteroid (1791) Patsayev nach ihm. Sein Name ist außerdem auf der Metallplatte des Fallen Astronaut, des einzigen Kunstwerks auf dem Mond, aufgeführt.